# Nikolaj Aleksandrovič Zubov
Principe Nikolaj Aleksandrovič Zubov (Vladimir, 24 aprile 1763 – Gatčina, 9 agosto 1805) è stato un generale russo.

## Biografia
Apparteneva ad una famiglia dell'alta nobiltà russa dei boiardi, il cui capostipite, Nikolaj Ivanovič Zubov, fu un favorito dello zar Michele. Altri insigni membri degli Zubov furono il principe Nikolaj Vasil'evič Zubov, laureato nel Collegium Economicus; padre di Nikolaj Aleksandrovič era Aleksandr Nikolaevič Zubov, governatore di Vladimir; fratelli di Nikolaj erano Platon Aleksandrovič Zubov e Valerijan Aleksandrovič Zubov.
In quanto capitano delle Guardie Reali, Zubov ebbe una facile ascesa a corte come amico del generale Suvorov, che salvò dagli intrighi di Grigorij Aleksandrovič Potëmkin che miravano a farlo cadere in disgrazia presso la corte, guadagnandosi la stima di molti importanti politici dell'epoca.
Promosso colonnello e poi generale di brigata nel 1795, fu membro del Circolo Illuminista di un favorito della zarina Caterina II, Aleksandr Matveevič Dmitriev-Mamonov, vivamente disapprovato dai fratelli; ivi conobbe alcuni membri di un partito militaristico che mirava all'abdicazione dello zar Paolo I in favore di Alessandro I, considerato meno autocratico e dispotico; alcuni di questi erano il generale Bennigsen, il conte Pëtr Alekseevič Palen, Nikolaj Petrovič Panin e l'ambasciatore spagnolo marchese José de Ribas.
Effettivamente, i cospiratori, comandati da Bennigsen, agirono nella notte del 23 marzo 1801 e uccisero lo zar nel Palazzo degli Ingegneri a San Pietroburgo: portato Paolo I in un locale chiuso per fargli firmare una carta che sottoscriveva la sua abdicazione in favore del figlio, lo zar fece resistenza, e dopo una breve colluttazione, fu ferito da un colpo di sciabola e strangolato da Zubov; quest'ultimo si recò dall'imperatrice consorte per farle firmare l'atto di abdicazione in favore di Alessandro I e una volta firmato Alessandro venne consacrato zar.
Zubov venne esiliato per qualche tempo nei suoi possedimenti di Gatčina, dove intorno al palazzo donatogli da Caterina II, fece fondare una piccola città, che prese il nome di Gatčina. Nel 1803 venne processato ma assolto grazie all'influenza che aveva allora a corte Bennigsen.